# معماران انکار
معماران انکار (انگلیسی: Architects of Denial) یک فیلم مستند دربارهٔ نسل‌کشی ارمنی‌ها است به کارگردانی دیوید لی جرج (David Lee George) و نویسندگی مشترک دیوید لی جرج و جان راس، محصول سال ۲۰۱۷ به مدت ۱۰۲ دقیقه

## بازیگران
- تانر آکچام در نقش خودش - تاریخ‌نگار و جامعه‌شناس
- جولین آسانژ در نقش خودش - بنیانگذار ویکی لیکس
- جاناتان بابینگتون-هینا[ح] در نقش خودش - روزنامه‌نگار Capitol Hill
- جرج کلونی در نقش خودش
- سیبل ادموندز در نقش خودش - افشار اف‌بی‌آی و روزنامه‌نگار
- رجب طیب اردوغان در نقش خودش (فیلم آرشیویی)
- جان مارشال اوانس در نقش خودش - سفیر پیشین ایالات متحده آمریکا در ارمنستان
- دنیس هاسترت[خ] در نقش خودش (فیلم آرشیویی)
- ادی برنیس جانسون در نقش خودش - سناتور دموکرات از ایالت تگزاس
- لیانا مُوسسیان[د] در نقش خودش
- باراک اوباما در نقش خودش (فیلم آرشیویی)
- گریگوری استنتون در نقش خودش - بنیانگذار پروژه Genocide Watch
- یوگور اونگور[ذ] در نقش خودش - تاریخ‌نگار & جامعه‌شناس

## سایر عوامل تولید
- شرکت تهیه‌کننده: Architects of Denial, LLC
- تهیه‌کننده اجرایی: دین چین[ر], سر سار[ز], مانتل ویلیامز[ژ]